# سیمون (فیلم ۲۰۰۲)
سیمون (انگلیسی: Simone) فیلمی در ژانر علمی–تخیلی و کمدی رمانتیک به کارگردانی اندرو نیکول است که در سال ۲۰۰۲ منتشر شد.

## خلاصه داستان
یک فیلمساز ناموفق به نام ویکتور ترانسکی (آل پاچینو) با استفاده از فناوری شبیه‌سازی یک بازیگر کامپیوتری به نام سیمون خلق می‌کند و خود را مدیر برنامه‌های او معرفی می‌کند. ویکتور خودش حرکاتی را انجام می‌دهد و به جای سیمون بازی می‌کند. به کمک سیمون او دوباره تبدیل به فیلم سازی موفق می‌شود و فیلم‌هایش دوباره پرفروش می‌شود. او همچنین خوانندگی هم می‌کند.
شهرت سیمون زیاد شده و همه می‌خواهند او را ببینند و با او از نزدیک صحبت کنند اما ویکتور به آنها می‌گوید سیمون موجودی منزوی است و همه ارتباطات او با کامپیوتر است ویکتور قبول می‌کند یک گفتگوی غیرزنده و از طریق کامپیوتر با سیمون ترتیب داده شود.
خود ویکتور در این مصاحبه به جای سیمون نقش ایفا می‌کند و از یک تصویر مونتاژ شده در پشتش استفاده می‌کند. یک روزنامه نگار متوجه محل پشت زمینه سیمون در مصاحبه می‌شود و به ویکتور ترانسکی می‌گوید که همه را از واقعی نبودن پشت زمینه مطلع کند و او را متهم می‌کند که گروگان گیری کرده و سیمون را زندانی خودش کرده است و می‌گوید چه طور ممکن است که سیمون حتی یک حساب بانکی هم ندارد. ویکتور به او قول می‌دهد تا به زودی کنسرتی بزرگ برای سیمون با حضور تعداد زیادی تماشاچی برگزار کند.
کنسرت برگزار می‌شود و همه بیشتر متقاعد می‌شوند که او موجودی واقعی است. پس از مدتی سیمون برنده اسکار می‌شود. ویکتور که حالا به این موجودی که خودش ساخته حسادت می‌کند تصمیم می‌گیرد تا سیمون را تخریب کند و از شهرت او بکاهد و خودش را در مرکز توجه قرار دهد پس او در نقش سیمون شروع به کارهای غیراخلاقی می‌کند از جمله حتی دریک فیلم سیمون نقش یک خوک را بازی می‌کند ولی او هرکاری می‌کند سیمون محبوب‌تر می‌شود.
ویکتور تصمیم می‌گیرد تا سیمون را ازبین ببرد و برنامه او را حذف کند و وسایل و کامپیوترهای مربوط به او را در صندوقی می‌گذارد و به دریا می‌ریزد. ویکتور به همه می‌گوید سیمون مرده و برای او مراسم تدفین برگزار می‌کند اما پلیس سر می‌رسد و متوجه خالی بودن تابوت می‌شود، و ویکتور را بازداشت می‌کنند. دوربین‌های اسکله تصویر او را گرفته‌اند و ویکتور متهم به قتل می‌شود هیچ‌کس حرف‌های ویکتور را که می‌گوید سیمون یک شخصیت کامپیوتری و غیر واقعی و ساخته ذهن اوست را قبول نمی‌کند. ویکتور آنها را به دریا و محل جعبه می‌برد، جعبه را از آب بیرون می‌آورند ولی خالی است، وقتی با خالی بودن جعبه مواجه می‌شوند روزنامه‌ها می‌گویند کوسه جسد را خورده است.
تنها کسی که حرف ویکتور را باور می‌کند دخترش است. دختر ویکتور (ایوان ریچل وود) او موفق می‌شود برنامه سیمون را بازیابی کند و نقش او را بازی کند و بدین وسیله پدرش را آزاد می‌کند. در پایان آنها مصاحبه‌ای از سیمون منتشر می‌کنند که سیمون اعلام می‌کند می‌خواهد از هنر وارد سیاست شود و با ویکتور ازدواج کرده است.

## بازیگران
- آل پاچینو در نقش ویکتور ترانسکی
- کاترین کینر در نقش الانی کریستین
- راشل رابرتز در نقش سیمون
- ایوان ریچل وود در نقش لاینی کریستین
- وینونا رایدر در نقش نیکولا آندرس
- ربکا رومین در نقش فایت
- پروییت تیلور وینس در نقش ماکس سایر
- جی مهر در نقش هال سینکلیر
- الیاس کوتیاس در نقش هانک آلنو
- جیسون شوارتزمن در نقش میلتون
- جوئل هیمن در نقش مالی
- دانیل ون بورگن
- جفری پیرس در نقش کنت